# Walter Stapper
Walter Stapper (* 1940 in Düsseldorf) ist ein deutscher Schauspieler.
Walter Stapper erhielt seine Ausbildung an der Neuen Münchner Schauspielschule. Er spielte an den Theatern in Aalen, Wuppertal und Buenos Aires. Zu seinen Rollen zählen unter anderem der Peachum in der Dreigroschenoper und der Richard Wagner in Stephan Barbarinos Ludwig II. In seiner Wahlheimat München am Bayerischen Staatsschauspiel engagiert, produziert er dort eigene Kabarett-Revuen. In Film und Fernsehen u. a. in Sebastian Kutzlis Alles Zombies (2001), Maggie Perens Hypochonder (2003) und als General Donovan in Lasse Noltes Der Goldene Nazivampir von Absam 2 – Das Geheimnis von Schloß Kottlitz (2007). 2008 übernahm er eine kleinere Rolle in dem Märchenfilm Zwerg Nase. Außerdem spielte Walter Stapper Gastrollen in Serien wie Alle meine Töchter und Marienhof und Auf  Ewig und einen Tag, Regie: Markus Imboden.